# Liste des épisodes d'American Dad!

Logo de la série télévisée

Cette page présente la liste des épisodes de la série télévisée American Dad!.

## Panorama des saisons
| Saison | Saison | Épisodes | Diffusion originale | Diffusion originale | Chaîne d'origine | Téléspectateurs (en millions) |
| Saison | Saison | Épisodes | Début de saison     | Fin de saison       | Chaîne d'origine | Téléspectateurs (en millions) |
| ------ | ------ | -------- | ------------------- | ------------------- | ---------------- | ----------------------------- |
|        | 1      | 7        | 6 février 2005      | 19 juin 2005        | FOX              | 8,49                          |
|        | 2      | 16       | 11 septembre 2005   | 14 mai 2006         | FOX              | 7,16                          |
|        | 3      | 19       | 10 septembre 2006   | 20 mai 2007         | FOX              | 7,47                          |
|        | 4      | 16       | 30 septembre 2007   | 12 mai 2008         | FOX              | 6,50                          |
|        | 5      | 20       | 28 septembre 2008   | 17 mai 2009         | FOX              | 5,90                          |
|        | 6      | 18       | 27 septembre 2009   | 16 mai 2010         | FOX              | 5,90                          |
|        | 7      | 19       | 3 octobre 2010      | 22 mai 2011         | FOX              | 4,07                          |
|        | 8      | 18       | 25 septembre 2011   | 13 mai 2012         | FOX              | 5,47                          |
|        | 9      | 19       | 30 septembre 2012   | 12 mai 2013         | FOX              | 5,24                          |
|        | 10     | 20       | 29 septembre 2013   | 18 mai 2014         | FOX              | 3,42                          |
|        | 11     | 3        | 14 septembre 2014   | 21 septembre 2014   | FOX              | 2,77                          |
|        | 12     | 15       | 20 octobre 2014     | 1 juin 2015         | TBS              | 1,11                          |
|        | 13     | 22       | 25 janvier 2016     | 27 juin 2016        | TBS              | 1,00                          |
|        | 14     | 22       | 7 novembre 2016     | 11 septembre 2017   | TBS              | 0,97                          |
|        | 15     | 22       | 25 décembre 2017    | 8 avril 2019        | TBS              | 0,83                          |
|        | 16     | 20       | 15 avril 2019       | 26 août 2019        | TBS              | 0,74                          |
|        | 17     | 24       | 13 avril 2020       | 14 septembre 2020   | TBS              | 0,60                          |
|        | 18     | 22       | 19 avril 2021       | 25 octobre 2021     | TBS              | 0,56                          |
|        | 19     | 22       | 24 janvier 2022     | 19 décembre 2022    | TBS              | NC                            |
|        | 20     | 22       | 27 mars 2023        | 18 décembre 2023    | TBS              | NC                            |
|        | 21     | 22       | 28 octobre 2024     | 24 mars 2025        | TBS              | NC                            |

## Organigramme des saisons

### Rapport de numérotation
Depuis que la numérotation des saisons a été modifiée aux États-Unis, il y a beaucoup d'incompréhensions sur l'ordre des épisodes. Ainsi si l'on suit :
| Nouvelle numérotation (officielle) | Ancienne numérotation (utilisée selon cas) | Numérotation en France (selon diffusion) | Numérotation Disney+    |
| ---------------------------------- | ------------------------------------------ | ---------------------------------------- | ----------------------- |
| Saison 1 (7 épisodes)              | Saison 1 (23 épisodes)                     | Saison 1 (13 épisodes)                   | Saison 1 (13 épisodes)  |
| Saison 2 (16 épisodes)             | Saison 1 (23 épisodes)                     | Saison 2 (10 épisodes)                   | Saison 2 (10 épisodes)  |
| Saison 3 (19 épisodes)             | Saison 2 (19 épisodes)                     | Saison 3 (19 épisodes)                   | Saison 3 (19 épisodes)  |
| Saison 4 (16 épisodes)             | Saison 3 (16 épisodes)                     | Saison 4 (16 épisodes)                   | Saison 4 (16 épisodes)  |
| Saison 5 (20 épisodes)             | Saison 4 (20 épisodes)                     | Saison 5 (20 épisodes)                   | Saison 5 (20 épisodes)  |
| Saison 6 (18 épisodes)             | Saison 5 (18 épisodes)                     | Saison 6 (18 épisodes)                   | Saison 6 (18 épisodes)  |
| Saison 7 (19 épisodes)             | Saison 6 (19 épisodes)                     | Saison 7 (19 épisodes)                   | Saison 7 (19 épisodes)  |
| Saison 8 (18 épisodes)             | Saison 7 (18 épisodes)                     | Saison 8 (18 épisodes)                   | Saison 8 (18 épisodes)  |
| Saison 9 (19 épisodes)             | Saison 8 (19 épisodes)                     | Saison 9 (19 épisodes)                   | Saison 9 (19 épisodes)  |
| Saison 10 (20 épisodes)            | Saison 9 (20 épisodes)                     | Saison 10 (20 épisodes)                  | Saison 10 (20 épisodes) |
| Saison 11 (3 épisodes)             | Saison 10 (3 épisodes)                     | Saison 11 (18 épisodes)                  | Saison 11 (18 épisodes) |
| Saison 12 (15 épisodes)            | Saison 11 (15 épisodes)                    | Saison 11 (18 épisodes)                  | Saison 11 (18 épisodes) |
| Saison 13 (22 épisodes)            | Saison 12 (22 épisodes)                    | Saison 12 (22 épisodes)                  | Saison 12 (22 épisodes) |
| Saison 14 (22 épisodes)            | Saison 13 (22 épisodes)                    | Saison 13 (22 épisodes)                  | Saison 13 (22 épisodes) |
| Saison 15 (22 épisodes)            | Saison 14 (22 épisodes)                    | Saison 14 (22 épisodes)                  | Saison 14 (13 épisodes) |
| Saison 15 (22 épisodes)            | Saison 14 (22 épisodes)                    | Saison 14 (22 épisodes)                  | Saison 15 (29 épisodes) |
| Saison 16 (20 épisodes)            | Saison 15 (20 épisodes)                    | Saison 15 (20 épisodes)                  |                         |
| Saison 17 (24 épisodes)            | Saison 16 (24 épisodes)                    | Saison 16 (24 épisodes)                  | Saison 16 (24 épisodes) |
| Saison 18 (22 épisodes)            | Saison 17 (22 épisodes)                    | Saison 17 (22 épisodes)                  | Saison 17 (22 épisodes) |
| Saison 19 (22 épisodes)            | Saison 18 (22 épisodes)                    | Saison 18 (22 épisodes)                  | Saison 18 (22 épisodes) |
| Saison 20 (22 épisodes)            | Saison 19 (22 épisodes)                    | Saison 19 (22 épisodes)                  | Saison 19 (22 épisodes) |
| Saison 21 (22 épisodes)            | Saison 20 (22 épisodes)                    | Saison 20 (22 épisodes)                  | Saison 20 (22 épisodes) |

### Anomalies de numérotation
Il existe de nombreux conflits dans la série au sujet de la numérotation des saisons et par conséquent des épisodes :
1. Un premier aspect soutient un modèle de numérotation à une seule saison d'ouverture. Sous cet aspect, la saison 1 est une combinaison des 7 premiers épisodes ainsi que des 16 suivants, malgré la pause estivale dans la diffusion. La saison 1 comporte alors 23 épisodes et est donc inhabituellement plus longue que les autres[6],[7].
2. Un second aspect soutient un modèle de numérotation contenant une saison supplémentaire. Sous cet aspect, la saison 1 s'achève après les 7 épisodes diffusés avant la pause estivale et la saison 2 comprend les 16 épisodes suivants qui ont été diffusés à partir de l'automne de la même année. La saison 1 est alors inhabituellement plus courte que les autres[8].
3. Un troisième aspect est offert par Hulu, le diffuseur en streaming de la série American Dad!. Le service intègre les épisodes 1 à 23 dans la saison 1 - formant une saison à 23 épisodes - et les épisodes 173 à 190 dans la saison 10 - formant une saison à 18 épisodes[9].

Matt Weitzman et Mike Barker, les co-créateurs de la série, sont en accord avec le premier aspect. Le 28 septembre 2012, lors d'une interview, ils ont indiqué qu'ils « avaient terminé 20 épisodes pour la huitième saison de 2012-2013 » et qu'ils « travaillaient déjà à la neuvième saison de 2013-2014 ». Durant la présence de l'émission sur la Fox, la chaîne a contredit cet aspect en présentant le second sur son ancien site internet. En effet, les épisodes de la saison 2012-2013 étaient classés dans la « neuvième saison ». Malgré cela, la Fox a contredit son propre classement au travers de Fox Flash, la régie publicitaire de la chaîne. Cette dernière à en effet qualifié les épisodes de 2012-2013 comme appartenant à la « huitième saison », considérant alors le premier aspect.

## Liste des épisodes

### Saison 1 (2005)
| № | # | Diffusion originale | Diffusion originale | Diffusion originale | Titre original         | Titre français                           | Titre québécois           | Aud.  |
| № | # | États-Unis          | France              | Québec              | Titre original         | Titre français                           | Titre québécois           | Aud.  |
| - | - | ------------------- | ------------------- | ------------------- | ---------------------- | ---------------------------------------- | ------------------------- | ----- |
| 1 | 1 | 6 fév. 2005         | 7 nov. 2006         | 1er sept. 2008      | Pilot                  | L'Apprentissage du pouvoir               | Tel père, tel fils        | 15,10 |
| 2 | 2 | 1er mai 2005        | 8 nov. 2006         | 8 sept. 2008        | Threat Levels          | Niveaux d'alerte                         | Stan se mêle de la mêlée  | 9,47  |
| 3 | 3 | 8 mai 2005          | 9 nov. 2006         | 15 sept. 2008       | Stan Knows Best        | Stan sait mieux que les autres           | Papa a raison             | 8,23  |
| 4 | 4 | 15 mai 2005         | 10 nov. 2006        | 22 sept. 2008       | Francine’s Flashback   | Le Flashback de Francine                 | Les Mémoires de Francine  | 7,84  |
| 5 | 5 | 5 juin 2005         | 13 nov. 2006        | 1er oct. 2008       | Roger Codger           | Roger du troisième âge                   | Roger, mort dans la vie   | 6,09  |
| 6 | 6 | 12 juin 2005        | 14 nov. 2006        | 6 oct. 2008         | Homeland Insecurity    | Patrie en danger La Patrie est en danger | Insécurité nationale      | 6,85  |
| 7 | 7 | 19 juin 2005        | 15 nov. 2006        | 7 oct. 2008         | Deacon Stan, Jesus Man | Stan le diacre Lorsque l'enfant paraît   | Diacre Stan, Jésus m'aime | 6,55  |

### Saison 2 (2005-2006)
| №  | #  | Diffusion originale | Diffusion originale | Diffusion originale | Titre original                        | Titre français                               | Titre québécois           | Aud. |
| №  | #  | États-Unis          | France              | Québec              | Titre original                        | Titre français                               | Titre québécois           | Aud. |
| -- | -- | ------------------- | ------------------- | ------------------- | ------------------------------------- | -------------------------------------------- | ------------------------- | ---- |
| 8  | 1  | 11 sept. 2005       | 16 nov. 2006        | 8 oct. 2008         | Bullocks to Stan                      | Bullock contre Stan                          | Bullock contre Stan       | 7,83 |
| 9  | 2  | 18 sept. 2005       | 17 nov. 2006        | 9 oct. 2008         | A Smith in the Hand                   | Jeu de mains                                 | Stan se prend en main     | 8,60 |
| 10 | 3  | 25 sept. 2005       | 20 nov. 2006        | 10 oct. 2008        | All about Steve                       | Tout sur Steve                               | Tout sur Steve            | 7,63 |
| 11 | 4  | 2 oct. 2005         | 21 nov. 2006        | 13 oct. 2008        | Con Heir                              | Mon père cet escroc Le Vol de l'arnaqueur    | L'Héritier entubé         | 7,43 |
| 12 | 5  | 6 nov. 2005         | 22 nov. 2006        | 14 oct. 2008        | Stan of Arabia [1/2]                  | Stan d'Arabie (1/2)                          | Stan d’Arabie (1/2)       | 7,30 |
| 13 | 6  | 13 nov. 2005        | 23 nov. 2006        | 15 oct. 2008        | Stan of Arabia [2/2]                  | Stan d'Arabie (2/2)                          | Stan d’Arabie (2/2)       | 7,74 |
| 14 | 7  | 20 nov. 2005        | 24 nov. 2006        | 4 nov. 2008         | Stannie get your Gun                  | Stanie prend son flingue                     | Stan prend les armes      | 8,19 |
| 15 | 8  | 27 nov. 2005        | 27 nov. 2006        | 5 nov. 2008         | Star Trek                             | Auteur à Succès                              | Star système              | 8,80 |
| 16 | 9  | 18 déc. 2005        | 28 nov. 2006        | 6 nov. 2008         | Not Particularly Desperate Housewives | Housewifes pas particulièrement desesperates | Beautés pas si désespérés | 7,84 |
| 17 | 10 | 8 janv. 2006        | 29 nov. 2006        | 7 nov. 2008         | Rough Trade                           | L'Échange                                    | Quand Roger Stan          | 6,9  |
| 18 | 11 | 29 janv. 2006       | 30 nov. 2006        | 27 nov. 2008        | Finances with Wolves                  | Métamorphoses                                | Il finance avec les loups | 8,23 |
| 19 | 12 | 26 fév. 2006        | 1er déc. 2006       | 28 nov. 2008        | It's good to be the Queen             | C'est bon d'être la reine                    | C'est bon d'être la reine | 7,70 |
| 20 | 13 | 23 avr. 2006        | 4 déc. 2006         | 1er déc. 2008       | Roger N' Me                           | Roger et moi                                 | Roger et moi              | 7,34 |
| 21 | 14 | 30 avr. 2006        | 5 déc. 2006         | 2 déc. 2008         | Helping Hands                         | Un petit coup de main                        | Boules et balles          | 6,51 |
| 22 | 15 | 7 mai 2006          | 6 déc. 2006         | 3 déc. 2008         | With Friends like Steve's             | Protégez-moi de mes amis                     | Avec des amis comme Steve | 6,60 |
| 23 | 16 | 14 mai 2006         | 7 déc. 2006         | 4 déc. 2008         | Tears of a Clooney                    | Opération Clooney                            | Les Sanglots d'un Clooney | 6,86 |

### Saison 3 (2006-2007)
| №  | #  | Diffusion originale | Diffusion originale | Diffusion originale | Titre original                            | Titre français                       | Titre québécois              | Aud. |
| №  | #  | États-Unis          | France              | Québec              | Titre original                            | Titre français                       | Titre québécois              | Aud. |
| -- | -- | ------------------- | ------------------- | ------------------- | ----------------------------------------- | ------------------------------------ | ---------------------------- | ---- |
| 24 | 1  | 10 sept. 2006       | 4 mai 2009          | 6 mars 2009         | Camp Refoogee                             | Vacances rebelles                    | Camp réfougié                | 8,93 |
| 25 | 2  | 17 sept. 2006       | 4 mai 2009          | 13 mars 2009        | The American Dad After School Special     | Régime paternel                      | Après l'école                | 7,71 |
| 26 | 3  | 24 sept. 2006       | 5 mai 2009          | 20 mars 2009        | Failure is Not a Factory-installed Option | Un commercial hors père              | L'Échec n'est pas une option | 8,36 |
| 27 | 4  | 5 nov. 2006         | 5 mai 2009          | 27 mars 2009        | Lincoln Lover                             | La Jaquette est républicaine         | Amoureux de Lincoln          | 7,71 |
| 28 | 5  | 12 nov. 2006        | 6 mai 2009          | 3 avr. 2009         | Dungeons and Wagons                       | Donjons et camions                   | Donjons et ailerons          | 8,48 |
| 29 | 6  | 19 nov. 2006        | 6 mai 2009          | 10 avr. 2009        | Iced, Iced Babies                         | Bébé tout frais                      | Fluide glacial               | 8,24 |
| 30 | 7  | 26 nov. 2006        | 7 mai 2009          | 17 avr. 2009        | Of Ice and Men                            | Le Secret honteux de Stan            | La Dégelée de Stan           | 8,76 |
| 31 | 8  | 11 déc. 2006        | 10 mai 2009         | 24 avr. 2009        | Irregarding Steve                         | Macalien cowboy                      | La Grosse Pomme pourrie      | 7,11 |
| 32 | 9  | 17 déc. 2006        | 11 mai 2009         | 1er mai 2009        | The Best Christmas Story Never Told       | C'est la faute à « Fonda »           | Un Noël de rêve              | 7,40 |
| 33 | 10 | 7 janv. 2007        | 12 mai 2009         | 8 mai 2009          | Bush Comes to Dinner                      | Devine qui vient dîner ?             | Bush vient dîner             | 9,12 |
| 34 | 11 | 28 janv. 2007       | 13 mai 2009         | 15 mai 2009         | American Dream Factory                    | Paco et ses frères                   | Usine à rêve                 | 7,49 |
| 35 | 12 | 11 fév. 2007        | 14 mai 2009         | 22 mai 2009         | A.T. The Abusive Terrestrial              | Changement de propriétaire           | A.T l'abusif Terrien         | 6,60 |
| 36 | 13 | 18 fév. 2007        | 17 mai 2009         | 29 mai 2009         | Black Mystery Month                       | L'Ami cahuette me fait le calfouette | Noir Complot                 | 7,06 |
| 37 | 14 | 25 mars 2007        | 18 mai 2009         | 5 juin 2009         | An Apocalypse to Remember                 | Soirée déguisée                      | Qui m'aime me juive          | 6,64 |
| 38 | 15 | 1er avr. 2007       | 19 mai 2009         | 12 juin 2009        | Four Little Words                         | Quatre petits mots                   | Quatre petits mots           | 5,94 |
| 39 | 16 | 29 avr. 2007        | 20 mai 2009         | 19 juin 2009        | When a Stan Loves a Woman                 | La Femme de sa vie                   | Quand Stan aime une femme    | 6,71 |
| 40 | 17 | 6 mai 2007          | 21 mai 2009         | 26 juin 2009        | I Can't Stan You                          | Mes voisins chéris                   | Tu nous tannes, Stan         | 6,31 |
| 41 | 18 | 13 mai 2007         | 22 mai 2009         | 3 juill. 2009       | The Magnificent Steven                    | Steven le magnifique                 | Steve, le magnifique         | 5,67 |
| 42 | 19 | 20 mai 2007         | 25 mai 2009         | 10 juill. 2009      | Joint Custody                             | Apparences trompeuses                | Pot problème                 | 7,62 |

### Saison 4 (2007-2008)
| №  | #  | Diffusion originale | Diffusion originale | Diffusion originale | Titre original                                 | Titre français                         | Titre québécois                               | Aud. |
| №  | #  | États-Unis          | France              | Québec              | Titre original                                 | Titre français                         | Titre québécois                               | Aud. |
| -- | -- | ------------------- | ------------------- | ------------------- | ---------------------------------------------- | -------------------------------------- | --------------------------------------------- | ---- |
| 43 | 1  | 30 sept. 2007       | 31 août 2009        | 15 sept. 2011       | The Vacation Goo                               | Bon appétit, bon dimanche              | Vacances tout inglus                          | 6,07 |
| 44 | 2  | 7 sept. 2007        | 31 août 2009        | 22 sept. 2011       | Meter Made                                     | Contractuel                            | Parcoman                                      | 6,29 |
| 45 | 3  | 14 sept. 2007       | 1er sept. 2009      | 29 sept. 2011       | Dope & Faith                                   | Un ami pour ma vie                     | Le Bien et le Mâle                            | 6,20 |
| 46 | 4  | 4 nov. 2007         | 1er sept. 2009      | 6 oct. 2011         | Big Trouble in Little Langley                  | Mah-Mah et Bah-Bah sèment la panique   | Parlez-vous Langley ?                         | 7,08 |
| 47 | 5  | 11 nov. 2007        | 2 sept. 2009        | 13 oct. 2011        | Haylias                                        | Souvenirs chargés                      | Hayley, agent 32 B                            | 7,77 |
| 48 | 6  | 18 nov. 2007        | 2 sept. 2009        | 20 oct. 2011        | The 42-year Old Virgin                         | Première gachette                      | Vierge à 42 ans                               | 8,12 |
| 49 | 7  | 2 déc. 2007         | 3 sept. 2009        | 27 oct. 2011        | Surro-Gate                                     | Quelque chose à cacher                 | Ton père et ton père tu honoreras             | 5,67 |
| 50 | 8  | 16 déc. 2007        | 3 sept. 2009        | 3 nov. 2011         | The Most Adequate Christmas Ever               | Promenons-nous dans les bois           | Noël, c'est l'Paradis                         | 7,17 |
| 51 | 9  | 6 janv. 2008        | 4 sept. 2009        | 10 nov. 2011        | Frannie 911                                    | Roger qui ?                            | Francine 911                                  | 5,19 |
| 52 | 10 | 13 janv. 2008       | 4 sept. 2009        | 17 nov. 2011        | Tearjerker                                     | Agent 00 Stan                          | La Larme à l'œil                              | 8,62 |
| 53 | 11 | 27 janv. 2008       | 7 sept. 2009        | 24 nov. 2011        | Oedipal Panties                                | Dans les pattes d'Œdipe (Fils à maman) | Family Freud                                  | 6,13 |
| 54 | 12 | 17 fév. 2008        | 7 sept. 2009        | 1er déc. 2011       | Widowmaker                                     | La Fabrique de veuves                  | La Veuve Joyeuse                              | 5,35 |
| 55 | 13 | 27 avr. 2008        | 8 sept. 2009        | 8 déc. 2011         | Red October Sky                                | À la poursuite de Novembre Rouge       | Les Navets de la colère                       | 6,76 |
| 56 | 14 | 4 mai 2008          | 8 sept. 2009        | 15 déc. 2011        | Office Spaceman                                | Cellule anti-extraterrestre            | D'espace à bureaux                            | 6,28 |
| 57 | 15 | 11 mai 2008         | 9 sept. 2009        | 22 déc. 2011        | Stanny Slickers II: The Legend of Ollie's Gold | Le Trésor de Ollie North               | Quand un gars Stan ; la légende d'Ollie North | 5,67 |
| 58 | 16 | 18 mai 2008         | 9 sept. 2009        | 29 déc. 2011        | Spring Breakup                                 | Carmen électrique                      | La Relâche                                    | 5,64 |

### Saison 5 (2008-2009)
L'épisode 6 de cette saison, Ça reste en famille n'a pas été rediffusé depuis sa première diffusion en France.
| №  | #  | Diffusion originale | Diffusion originale | Diffusion originale | Titre original             | Titre français                                    | Titre québécois            | Aud. |
| №  | #  | États-Unis          | France              | Québec              | Titre original             | Titre français                                    | Titre québécois            | Aud. |
| -- | -- | ------------------- | ------------------- | ------------------- | -------------------------- | ------------------------------------------------- | -------------------------- | ---- |
| 59 | 1  | 28 sept. 2008       | 8 janv. 2012        | 6 sept. 2012        | 1600 Candles               | 1600 bougies et 36 chandelles                     | Le 1600e anniversaire      | 6,89 |
| 60 | 2  | 5 oct. 2008         | 8 janv. 2012        | 13 sept. 2012       | The One That Got Away      | Caméléon                                          | Le Fugitif                 | 6,86 |
| 61 | 3  | 19 oct. 2008        | 8 janv. 2012        | 20 sept. 2012       | One Little Word            | Pour l'amour de son patron                        | Un seul mot                | 6,63 |
| 62 | 4  | 2 nov. 2008         | 8 janv. 2012        | 27 sept. 2012       | Choosey Wives Choose Smith | Les Femmes choisissent toujours deux fois         | Qui choisit prend Smith    | 7,09 |
| 63 | 5  | 11 nov. 2008        | 15 janv. 2012       | 4 oct. 2012         | Escape From Pearl Bailey   | Le Plan machiavélique                             | L'Évasion de Pearl Bailey  | 6,54 |
| 64 | 6  | 16 nov. 2008        | 15 janv. 2012       | 11 oct. 2012        | Pulling Double Booty       | Ça reste en famille / Évitons le carnage          | Les Deux font la paire     | 6,76 |
| 65 | 7  | 30 nov. 2008        | 15 janv. 2012       | 18 oct. 2012        | Telethon Ghost             | Le Fantôme du Téléthon                            | Le Fantôme du Téléthon     | 5,56 |
| 66 | 8  | 25 janv. 2009       | 15 janv. 2012       | 25 oct. 2012        | Chimdale                   | Scoliose et calvitie                              | Chimdale                   | 5,72 |
| 67 | 9  | 8 fév. 2009         | 22 janv. 2012       | 1er nov. 2012       | Stan Time                  | Stan l'égoïste                                    | Le Temps de Stan           | 4,60 |
| 68 | 10 | 15 fév. 2009        | 22 janv. 2012       | 8 nov. 2012         | Family Affair              | Affaire de famille                                | Affaire de familles        | 5,88 |
| 69 | 11 | 1er mars 2009       | 22 janv. 2012       | 15 nov. 2012        | Live and Let Fry           | Vivre et laisser frire                            | Pour l'amour du gras       | 5,66 |
| 70 | 12 | 8 mars 2009         | 29 janv. 2012       | 22 nov. 2012        | Roy Rogers McFreely        | Roy Rogers McFreely                               | Roy Roger McFrise          | 5,37 |
| 71 | 13 | 15 mars 2009        | 29 janv. 2012       | 29 nov. 2012        | Jack's Back                | Le Père de Stan (Le retour du père prodigue)      | Le Retour de Jack          | 5,88 |
| 72 | 14 | 22 mars 2009        | 29 janv. 2012       | 6 déc. 2012         | Bar Mitzvah Shuffle        | Arnaque à la Bar Mitzvah (Cérémonie tous risques) | Le Coup de la bar mitzvah  | 5,84 |
| 73 | 15 | 29 mars 2009        | 5 fév. 2012         | 13 déc. 2012        | Wife Insurance             | Assurance conjugale                               | Assurance-épouse           | 6,02 |
| 74 | 16 | 19 avr. 2009        | 5 fév. 2012         | 20 déc. 2012        | Delorean Story-an          | Père et fils                                      | Aventures en Delorean      | 5,72 |
| 75 | 17 | 26 avr. 2009        | 5 fév. 2012         | 27 déc. 2012        | Every Which Way But Lose   | Vainqueurs et vaincus                             | Vainqueurs et vaincus      | 5,13 |
| 76 | 18 | 3 mai 2009          | 12 fév. 2012        | 3 janv. 2013        | Weiner of Our Discontent   | Le Sens de la vie de Roger                        | Le sens de la vie de Roger | 5,35 |
| 77 | 19 | 10 mai 2009         | 12 fév. 2012        | 10 janv. 2013       | Daddy Queerest             | Conjoints embarrassants                           | Conjoints embarrassants    | 4,88 |
| 78 | 20 | 17 mai 2009         | 12 fév. 2012        | 17 janv. 2013       | Stan's Night Out           | Une nuit de folie                                 | Une nuit de folie          | 5,64 |

### Saison 6 (2009-2010)
La série est diffusée en haute définition depuis l'épisode 10 de cette saison.
| №  | #  | Diffusion originale | Diffusion originale | Diffusion originale | Titre original                        | Titre français                         | Titre québécois                 | Aud. |
| №  | #  | États-Unis          | France              | Québec              | Titre original                        | Titre français                         | Titre québécois                 | Aud. |
| -- | -- | ------------------- | ------------------- | ------------------- | ------------------------------------- | -------------------------------------- | ------------------------------- | ---- |
| 79 | 1  | 27 sept. 2009       | 25 janv. 2010       | 19 sept. 2013       | In Country… Club                      | Rambo junior                           | Guerre au country club          | 7,12 |
| 80 | 2  | 4 oct. 2009         | 1er fév. 2010       | 5 sept. 2013        | Moon Over Isla Island                 | Le Danseur de la mort                  | Escapade à l'île d'Isla         | 7,06 |
| 81 | 3  | 11 oct. 2009        | 8 fév. 2010         | 12 sept. 2013       | Home Adrone                           | Papa, j'ai cassé l'avion               | P'pa, j'ai bousillé le drone    | 6,67 |
| 82 | 4  | 18 oct. 2009        | 15 fév. 2010        | 26 sept. 2013       | Brains, Brains and Automobiles        | Les Vacances en amoureux               | Incursion dans l’inconscient    | 6,20 |
| 83 | 5  | 8 nov. 2009         | 22 fév. 2010        | 3 oct. 2013         | Man in the Moonbounce                 | Retour dans l'enfance                  | Retour en enfance               | 4,53 |
| 84 | 6  | 15 nov. 2009        | 1er mars 2010       | 10 oct. 2013        | Shallow Vows                          | L'Amour rend aveugle                   | Vœux superficiels               | 5,99 |
| 85 | 7  | 22 nov. 2009        | 8 mars 2010         | 17 oct. 2013        | My Morning Straitjacket               | La Révélation                          | Longue vie aux Straight Jacket  | 5,52 |
| 86 | 8  | 29 nov. 2009        | 10 mars 2010        | 24 oct. 2013        | G-String Circus                       | Le Grand Cirque                        | Sortez vos G-strings            | 6,39 |
| 87 | 9  | 13 déc. 2009        | 15 mars 2010        | 31 oct. 2013        | Rapture's Delight                     | L'Apocalypse                           | Les Joies du Grand retour       | 6,19 |
| 88 | 10 | 3 janv. 2010        | 22 mars 2010        | 7 nov. 2013         | Don't Look a Smith Horse in the Mouth | Le Cheval qui parle                    | Le Cheval Smith fait un malheur | 5,91 |
| 89 | 11 | 31 janv. 2010       | 29 mars 2010        | 14 nov. 2013        | A Jones for a Smith                   | Aide-toi, le ciel t'aidera             | Un remède tout naturel          | 5,06 |
| 90 | 12 | 14 fév. 2010        | 5 avr. 2010         | 21 nov. 2013        | May the Best Stan Win                 | Stan contre Stan                       | Que le meilleur Stan l'emporte  | 5,23 |
| 91 | 13 | 21 fév. 2010        | 12 avr. 2010        | 28 nov. 2013        | The Return of the Bling               | Cher passé (Roger beau super et hocky) | Le Seigneur de la médaille      | 5,64 |
| 92 | 14 | 11 fév. 2010        | 19 avr. 2010        | 5 déc. 2013         | Cops And Roger                        | Roger, simple flic                     | La Loi, l'Ordre et Roger        | 5,09 |
| 93 | 15 | 18 fév. 2010        | 26 avr. 2010        | 12 déc. 2013        | Merlot Down Dirty Shame               | Le Serment                             | La Vérité est au fond du verre  | 5,17 |
| 94 | 16 | 25 fév. 2010        | 3 mai 2010          | 19 déc. 2013        | Bully For Steve                       | Steve la mauviette                     | Intimidateur intimidé           | 5,31 |
| 95 | 17 | 9 mai 2010          | 10 mai 2010         | 26 déc. 2013        | An Incident at Owl Creek              | Le Cauchemar de Stan                   | Incident irrémédiable           | 5,75 |
| 96 | 18 | 16 mai 2010         | 17 mai 2010         | 2 janv. 2014        | Great Space Roaster                   | Roger la rancune                       | Réfugiés de l'espace            | 5,82 |

### Saison 7 (2010-2011)
| №   | #  | Diffusion originale | Diffusion originale | Diffusion originale | Titre original                            | Titre français                                 | Titre québécois               | Aud. |
| №   | #  | États-Unis          | France              | Québec              | Titre original                            | Titre français                                 | Titre québécois               | Aud. |
| --- | -- | ------------------- | ------------------- | ------------------- | ----------------------------------------- | ---------------------------------------------- | ----------------------------- | ---- |
| 97  | 1  | 3 oct. 2010         | 11 nov. 2012        | 5 janv. 2015        | 100 A.D.                                  | Le Carnage                                     | 100 A.D.                      | 6,16 |
| 98  | 2  | 10 oct. 2010        | 11 nov. 2012        | 6 janv. 2015        | Son of Stan                               | Le Fils idéal                                  | Le Fils de Stan               | 5,36 |
| 99  | 3  | 7 nov. 2010         | 11 nov. 2012        | 7 janv. 2015        | Best Little Horror House in Langley Falls | La Petite Maison des horreurs de Langley Falls | La Maison des horreurs        | 6,30 |
| 100 | 4  | 14 nov. 2010        | 18 nov. 2012        | 12 janv. 2015       | Stan’s Food Restaurant                    | Le Restaurant de Stan                          | Restaurant Chez Stan          | 5,38 |
| 101 | 5  | 21 nov. 2010        | 18 nov. 2012        | 13 janv. 2015       | White Rice                                | Francine à Hollywood                           | Tu riz jaune                  | 4,86 |
| 102 | 6  | 28 nov. 2010        | 18 nov. 2012        | 14 janv. 2015       | There Will Be Bad Blood                   | Du mauvais sang                                | Les Liens du sang             | 6,13 |
| 103 | 7  | 5 déc. 2010         | 25 nov. 2012        | 19 janv. 2015       | The People vs. Martin Sugar               | Stan et Roger au Tribunal                      | Adorable Martin Sugar         | 5,31 |
| 104 | 8  | 12 déc. 2010        | 3 juin 2014         | 20 janv. 2015       | For Whom the Sleigh Bell Tolls            | Pour qui sonne le glas de Noël                 | Maman, j'ai tué le père Noël  | 6,22 |
| 105 | 9  | 16 janv. 2011       | 25 nov. 2012        | 21 janv. 2015       | Fart-Break Hotel                          | Une semaine à l'hôtel                          | L'Hôtel de la deuxième chance | 3,54 |
| 106 | 10 | 23 janv. 2011       | 25 nov. 2012        | 26 janv. 2015       | Stanny Boy and Frantastic                 | Stanboy et Frantastic                          | Stany-Boy et Frantastique     | 4,81 |
| 107 | 11 | 13 fév. 2011        | 2 déc. 2012         | 27 janv. 2015       | A Piñata Named Desire                     | Piñata man                                     | Une piñata nommée Désir       | 3,93 |
| 108 | 12 | 20 fév. 2011        | 2 déc. 2012         | 28 janv. 2015       | You Debt Your Life                        | Dette de vie                                   | Sauve qui peut!               | 4,25 |
| 109 | 13 | 27 mars 2011        | 2 déc. 2012         | 2 fév. 2015         | I Am the Walrus                           | Je suis le morse                               | Père alpha                    | 4,99 |
| 110 | 14 | 3 avr. 2011         | 5 juin 2014         | 3 fév. 2015         | School Lies                               | L'École du mensonge                            | L’école du mensonge           | 3,59 |
| 111 | 15 | 10 avr. 2011        | 9 déc. 2012         | 4 fév. 2015         | License to Till                           | Tous les coups sont permis                     | Steve l'agri-cool-teur        | 3,35 |
| 112 | 16 | 17 avr. 2011        | 9 déc. 2012         | 9 fév. 2015         | Jenny Fromdabloc                          | Ma cousine Jenny                               | Jenny Frömdabloc              | 4,74 |
| 113 | 17 | 8 mai 2011          | 9 déc. 2012         | 10 fév. 2015        | Home Wrecker                              | Naufrage à la maison                           | Péril en la demeure           | 3,29 |
| 114 | 18 | 15 mai 2011         | 16 déc. 2012        | 11 fév. 2015        | Flirting With Disaster                    | Flirt avec le désastre                         | Cruising toxique              | 3,89 |
| 115 | 19 | 22 mai 2011         | 16 déc. 2012        | 16 fév. 2015        | Gorillas in the Mist                      | Gorilles dans la brume                         | Gorilles dans la brume        | 3,57 |

### Saison 8 (2011-2012)
| №   | #  | Diffusion originale | Diffusion originale | Diffusion originale | Titre original                                    | Titre français                  | Titre québécois                               | Aud. |
| №   | #  | États-Unis          | France              | Québec              | Titre original                                    | Titre français                  | Titre québécois                               | Aud. |
| --- | -- | ------------------- | ------------------- | ------------------- | ------------------------------------------------- | ------------------------------- | --------------------------------------------- | ---- |
| 116 | 1  | 25 sept. 2011       | 29 avr. 2012        | 7 sept. 2015        | Hot Water                                         | Le Spa du démon                 | En eau chaude                                 | 5,83 |
| 117 | 2  | 2 oct. 2011         | 29 avr. 2012        | 14 sept. 2015       | Hurricane!                                        | Un vent de folie                | Un déluge de bonnes idées                     | 5,80 |
| 118 | 3  | 6 nov. 2011         | 29 avr. 2012        | 21 sept. 2015       | A Ward Show                                       | Le Tuteur                       | Thelma et Lewis                               | 4,85 |
| 119 | 4  | 13 nov. 2011        | 29 avr. 2012        | 28 sept. 2015       | The Worst Stan                                    | Le Témoin                       | Garçon de déshonneur                          | 4,87 |
| 120 | 5  | 20 nov. 2011        | 29 mai 2012         | 5 oct. 2015         | Virtual In-Stanity                                | L'Avatar a tort                 | La Métamorphose de Stan                       | 4,82 |
| 121 | 6  | 27 nov. 2011        | 30 mai 2012         | 12 oct. 2015        | The Scarlett Getter                               | La Chasse à l'alien             | Chasse à l'Homme                              | 4,48 |
| 122 | 7  | 11 déc. 2011        | 30 mai 2012         | 21 déc. 2015        | Season's Beatings                                 | Vade Retro, Stananas !          | Noël c'est mortel                             | 5,00 |
| 123 | 8  | 8 janv. 2012        | 31 mai 2012         | 19 oct. 2015        | The Unbrave One                                   | Le Héros masqué                 | Héro malgré lui                               | 4,76 |
| 124 | 9  | 29 janv. 2012       | 31 mai 2012         | 26 oct. 2015        | Stanny Tendergrass                                | Bienvenue au club               | Stan vire-capot                               | 4,77 |
| 125 | 10 | 12 fév. 2012        | 1er juin 2012       | 2 nov. 2015         | Wheels & the Legman and the Case of Grandpa's Key | L'Affaire de la clé mystérieuse | Leyroues et Lamarche dans l'affaire de la clé | 3,59 |
| 126 | 11 | 19 fév. 2012        | 2 juin 2012         | 9 nov. 2015         | Old Stan in the Mountain                          | Un coup de vieux                | Le Mauvais Sort                               | 4,40 |
| 127 | 12 | 4 mars 2012         | 2 juin 2012         | 16 nov. 2015        | The Wrestler                                      | Record à battre                 | Le Lutteur                                    | 4,29 |
| 128 | 13 | 11 mars 2012        | 2 juin 2012         | 23 nov. 2015        | Dr. Klaustus                                      | Dr. Klaustus                    | Dr. Klaustus                                  | 4,62 |
| 129 | 14 | 18 mars 2012        | 2 juin 2012         | 11 avr. 2016        | Stan's Best Friend                                | Les Meilleurs Amis de Stan      | Le Meilleur Ami de Stan                       | 4,61 |
| 130 | 15 | 25 mars 2012        | 2 juin 2012         | 30 nov. 2015        | Less Money, Mo' Problems                          | Pas d'argent, pas de problèmes  | La Misère des Smith                           | 4,28 |
| 131 | 16 | 1er avr. 2012       | 2 juin 2012         | 7 déc. 2015         | The Kidney Stays in the Picture                   | Retour vers le passé            | Un rein, c'est bien, mes deux, c'est mieux    | 4,18 |
| 132 | 17 | 6 mai 2012          | 23 juin 2012        | 4 janv. 2016        | Ricky Spanish                                     | Ricky Spanish                   | Ricky Spanish                                 | 4,82 |
| 133 | 18 | 13 mai 2012         | 23 juin 2012        | 11 janv. 2016       | Toy Whorey                                        | Le Jouet du destin              | Les Jouets, c'est la santé                    | 4,13 |

### Saison 9 (2012-2013)
Le 10 mai 2012, la Fox a renouvelé la série pour deux saisons. La diffusion de la huitième saison a débuté le 30 septembre 2012.
| №   | #  | Diffusion originale | Diffusion originale | Diffusion originale | Titre original                                                         | Titre français                | Titre québécois                                                        | Aud. |
| №   | #  | États-Unis          | France              | Québec              | Titre original                                                         | Titre français                | Titre québécois                                                        | Aud. |
| --- | -- | ------------------- | ------------------- | ------------------- | ---------------------------------------------------------------------- | ----------------------------- | ---------------------------------------------------------------------- | ---- |
| 134 | 1  | 30 sept. 2012       | 13 oct. 2013        | 5 sept. 2016        | Love, AD Style                                                         | Roger est amoureux            | L'Amour selon Roger Smith                                              | 5,25 |
| 135 | 2  | 7 oct. 2012         | 13 oct. 2013        | 12 sept. 2016       | Killer Vacation                                                        | Vacances mortelles            | Des vacances d'enfer                                                   | 5,18 |
| 136 | 3  | 4 nov. 2012         | 13 oct. 2013        | 19 sept. 2016       | Can I Be Frank With You                                                | Mon copain Francine           | Derrière chaque grand homme...                                         | 3,99 |
| 137 | 4  | 18 nov. 2012        | 20 oct. 2013        | 26 sept. 2016       | American Stepdad                                                       | Mon beau-père et moi          | Le Beau-père                                                           | 4,21 |
| 138 | 5  | 2 déc. 2012         | 20 oct. 2013        | 3 oct. 2016         | Why Can't We Be Friends?                                               | Si on était amis ?            | Atomes crochus                                                         | 4,25 |
| 139 | 6  | 9 déc. 2012         | 20 oct. 2013        | 10 oct. 2016        | Adventures in Hayleysitting                                            | Surveillance rapprochée       | Hayley-responsable!                                                    | 4,67 |
| 140 | 7  | 23 déc. 2012        | 27 oct. 2013        | 17 oct. 2016        | National Treasure 4: Baby Franny: She's Doing Well: The Hole Story     | Le Puits du fou               | Trésor National 4 : Bébé Franny et l’histoire du trou                  | 4,21 |
| 141 | 8  | 6 janv. 2013        | 27 oct. 2013        | 24 oct. 2016        | Finger Lenting Good                                                    | Rien qu'un doigt              | Les Lois du carême                                                     | 5,65 |
| 142 | 9  | 13 janv. 2013       | 27 oct. 2013        | 31 oct. 2016        | The Adventures of Twill Ongenbone and His Boy Jabari                   | L'Oscar de la triche          | Les Aventures de Twill Ongenbone et son assistant Jabari               | 4,82 |
| 143 | 10 | 27 janv. 2013       | 3 nov. 2013         | 7 nov. 2016         | Blood Crieth Unto Heaven                                               | Le Poids du passé             | Paradis teinté de tragédie                                             | 4,27 |
| 144 | 11 | 10 fév. 2013        | 3 nov. 2013         | 14 nov. 2016        | Max Jets                                                               | Pour une poignée de milliards | Max Jets                                                               | 3,88 |
| 145 | 12 | 17 fév. 2013        | 3 nov. 2013         | 21 nov. 2016        | Naked To The Limit, One More Time                                      | Adieu Roger                   | Nu à tout prix                                                         | 4,15 |
| 146 | 13 | 10 mars 2013        | 10 nov. 2013        | 28 nov. 2016        | For Black Eyes Only                                                    | Golden aïe                    | Pour œil averti seulement                                              | 3,27 |
| 147 | 14 | 24 mars 2013        | 10 nov. 2013        | 5 déc. 2016         | Spelling Bee My Baby                                                   | Yeux bridés, cœur brisé       | Épelle-moi l'amour                                                     | 4,53 |
| 148 | 15 | 14 avr. 2013        | 10 nov. 2013        | 12 déc. 2016        | The Missing Kink                                                       | Vice caché                    | Le Feu aux fesses                                                      | 4,23 |
| 149 | 16 | 21 avr. 2013        | 17 nov. 2013        | 19 déc. 2016        | The Boring Identity                                                    | La Mémoire (pas) dans la peau | La Mémoire dans la peau (d'un gars plate)                              | 3,81 |
| 150 | 17 | 28 avr. 2013        | 17 nov. 2013        | 26 déc. 2016        | The Full Cognitive Redaction of Avery Bullock by the Coward Stan Smith | Un mentor qui fait tache      | L'Expurgation cognitive de Avery Bullock par Stan Smith, le trouillard | 4,03 |
| 151 | 18 | 5 mai 2013          | 17 nov. 2013        | 2 janv. 2017        | Lost in Space                                                          | Au fin fond du ciel profond   | Perdu dans l'espace                                                    | 5,00 |
| 152 | 19 | 12 mai 2013         | 24 nov. 2013        | 9 janv. 2017        | Da Flippity Flop                                                       | Le Flippity flop              | Le Flippity flop                                                       | 4,01 |

### Saison 10 (2013-2014)
La diffusion de la neuvième saison a débuté le 29 septembre 2013.
| №   | #  | Diffusion originale | Diffusion originale | Diffusion originale | Titre original                        | Titre français                 | Titre québécois                                     | Aud. |
| №   | #  | États-Unis          | France              | Québec              | Titre original                        | Titre français                 | Titre québécois                                     | Aud. |
| --- | -- | ------------------- | ------------------- | ------------------- | ------------------------------------- | ------------------------------ | --------------------------------------------------- | ---- |
| 153 | 1  | 29 sept. 2013       | 28 sept. 2014       | 6 sept. 2018        | Steve & Snot's Test-Tubular Adventure | Éprouvante éprouvette          | L'Éprouvante aventure scientifique de Steve et Snot | 4,32 |
| 154 | 2  | 6 oct. 2013         | 5 oct. 2014         | 13 sept. 2018       | Poltergasm                            | Poltergasme                    | Poltergasme                                         | 4,47 |
| 155 | 3  | 3 nov. 2013         | 5 oct. 2014         | 20 sept. 2018       | Buck, Wild                            | Qui va à la chasse...          | L’homme sauvage                                     | 3,75 |
| 156 | 4  | 10 nov. 2013        | 5 oct. 2014         | 27 sept. 2018       | Crotchwalkers                         | Petits vols en famille         | Le Vol du siècle                                    | 3,55 |
| 157 | 5  | 24 nov. 2013        | 12 oct. 2014        | 4 oct. 2018         | Kung Pao Turkey                       | Des parents pas marrants       | Dinde farcie à la Kung Pao                          | 3,86 |
| 158 | 6  | 1er déc. 2013       | 12 oct. 2014        | 11 oct. 2018        | Independent Movie                     | Amitiges                       | Film indépendant                                    | 3,50 |
| 159 | 7  | 8 déc. 2013         | 12 oct. 2014        | 18 oct. 2018        | Faking Bad                            | Faux et usage de faux          | Faux airs de faussaire                              | 4,36 |
| 160 | 8  | 15 déc. 2013        | 19 oct. 2014        | 25 oct. 2018        | Minstrel Krampus                      | Le Démon du réveillon          | Krampus, le ménestrel                               | 5,00 |
| 161 | 9  | 5 janv. 2014        | 19 oct. 2014        | 1er nov. 2018       | Vision: Impossible                    | Vision: Impossible             | Vision : impossible                                 | 5,03 |
| 162 | 10 | 12 janv. 2014       | 19 oct. 2014        | 8 nov. 2018         | Familyland                            | Familyland                     | Familyland                                          | 4,47 |
| 163 | 11 | 26 janv. 2014       | 26 oct. 2014        | 15 nov. 2018        | Cock of the Sleepwalk                 | Somnamboulet                   | Le Combat des Stan                                  | 3,30 |
| 164 | 12 | 16 mars 2014        | 26 oct. 2014        | 22 nov. 2018        | Introducing the Naughty Stewardesses  | Les Coquines Hôtesses de l'air | Hôtesses de l'air à la rescousse                    | 2,71 |
| 165 | 13 | 23 mars 2014        | 26 oct. 2014        | 29 nov. 2018        | I Ain't No Holodeck Boy               | Mémoire virtuelle              | Hitler, zombies et holodeck                         | 2,70 |
| 166 | 14 | 30 mars 2014        | 2 nov. 2014         | 6 déc. 2018         | Stan Goes on the Pill                 | Un Stanley nommé désir         | Stan prend la pilule                                | 2,79 |
| 167 | 15 | 6 avr. 2014         | 2 nov. 2014         | 28 déc. 2018        | Honey, I'm Homeland                   | A gauche toute                 | À bas le capitalisme                                | 2,68 |
| 168 | 16 | 13 avr. 2014        | 2 nov. 2014         | 17 janv. 2019       | She Swill Survive                     | Les Secrets coulent à flots    | Elle devrait survivre                               | 2,36 |
| 169 | 17 | 27 avr. 2014        | 9 nov. 2014         | 24 janv. 2019       | Rubberneckers                         | Les Mateurs                    | Un pro du voyeuring                                 | 2,40 |
| 170 | 18 | 4 mai 2014          | 9 nov. 2014         | 31 janv. 2019       | Permanent Record Wrecker              | Dossiers sensibles             | Dossier permanent modifiable                        | 2,51 |
| 171 | 19 | 11 mai 2014         | 9 nov. 2014         | 7 fév. 2019         | News Glance with Genevieve Vavance    | Un journal pas banal           | Actu-Elle, avec Geneviève Vavance                   | 2,40 |
| 172 | 20 | 18 mai 2014         | 16 nov. 2014        | 14 fév. 2019        | The Longest Distance Relationship     | Relation très longue distance  | Relation à très longue distance                     | 2,36 |

### Saison 11 (2014)
Le 20 juillet 2014, la Fox a annoncé une micro-saison - la 11e selon la nouvelle numérotation - composée de trois épisodes jamais diffusés. Les deux premiers épisodes sont diffusés à la suite le 14 septembre 2014, le dernier a été diffusé quant à lui la semaine suivante, soit le 21 septembre 2014 pour la dernière fois sur la Fox.
| №   | # | Diffusion originale | Diffusion originale | Diffusion originale | Titre original           | Titre français              | Titre québécois                  | Aud. |
| №   | # | États-Unis          | France              | Québec              | Titre original           | Titre français              | Titre québécois                  | Aud. |
| --- | - | ------------------- | ------------------- | ------------------- | ------------------------ | --------------------------- | -------------------------------- | ---- |
| 173 | 1 | 14 sept. 2014       | 23 août 2015        | 12 sept. 2019       | Roger Passes the Bar     | Chez l'ami Roger            | Roger au bar de l’épuisement     | 2,62 |
| 174 | 2 | 14 sept. 2014       | 23 août 2015        | 5 sept. 2019        | A Boy Named Michael      | Adoption sous haute tension | Un garçon prénommé Mickaël       | 2,66 |
| 175 | 3 | 21 sept. 2014       | 23 août 2015        | 19 sept. 2019       | Blagsnarst, A Love Story | Kim Kardashiante            | Blagsnarst: Une histoire d'amour | 3,03 |

### Saison 12 (2014-2015)
La série sera désormais diffusée sur la chaîne TBS avec quinze nouveaux épisodes.

La première partie de la saison a débuté le 20 octobre 2014 et s'est terminée avec l'épisode du 1er décembre 2014. La seconde partie a débuté le 23 février 2015 pour se terminer le 1er juin 2015.
| №   | #  | Diffusion originale | Diffusion originale | Diffusion originale | Titre original                        | Titre français                   | Titre québécois                                       | Aud. |
| №   | #  | États-Unis          | France              | Québec              | Titre original                        | Titre français                   | Titre québécois                                       | Aud. |
| --- | -- | ------------------- | ------------------- | ------------------- | ------------------------------------- | -------------------------------- | ----------------------------------------------------- | ---- |
| 176 | 1  | 20 oct. 2014        | 30 août 2015        | 26 sept. 2019       | Blonde Ambition                       | Blonde comme les blés            | Les Militants préfèrent les blondes                   | 1,09 |
| 177 | 2  | 27 oct. 2014        | 30 août 2015        | 3 oct. 2019         | CIAPOW                                | Ça glande en Thaïlande           | L'Homme contre la machine                             | 1,15 |
| 178 | 3  | 3 nov. 2014         | 30 août 2015        | 10 oct. 2019        | Scents and Sensei-bility              | Carrément karaté                 | Senteurs et Sensei-bilité                             | 1,22 |
| 179 | 4  | 10 nov. 2014        | 30 août 2015        | 17 oct. 2019        | Big Stan on Campus                    | Les Ratés de l'autorité          | Stan sur le campus                                    | 1,16 |
| 180 | 5  | 17 nov. 2014        | 6 sept. 2015        | 24 oct. 2019        | Now and Gwen                          | Sœurs ennemies                   | Gwen, d'hier à aujourd'hui                            | 1,31 |
| 181 | 6  | 1er déc. 2014       | 6 sept. 2015        | 19 déc. 2019        | Dreaming of a White Porsche Christmas | Un vœu pas si souhaitable        | Au petit trot s'en va la Porsche blanche              | 1,10 |
| 182 | 7  | 23 fév. 2015        | 13 sept. 2015       | 31 oct. 2019        | LGBSteve                              | LGBsteve                         | LGBSteve                                              | 1,10 |
| 183 | 8  | 2 mars 2015         | 13 sept. 2015       | 7 nov. 2019         | Morning Mimosa                        | Matinée mimosa                   | Mimosa le matin                                       | 1,15 |
| 184 | 9  | 9 mars 2015         | 13 sept. 2015       | 14 nov. 2019        | My Affair Lady                        | Liaison modérément dangereuse    | La Belle Aventure (ou presque)                        | 1,15 |
| 185 | 10 | 16 mars 2015        | 20 sept. 2015       | 21 nov. 2019        | A Star Is Reborn                      | Une étoile est Renée             | Une étoile est renée                                  | 1,11 |
| 186 | 11 | 23 mars 2015        | 20 sept. 2015       | 28 nov. 2019        | Manhattan Magical Murder Mystery Tour | L'Auteur est à la hauteur        | La Folle Virée magique meurtre et mystère à Manhattan | 1,02 |
| 187 | 12 | 30 mars 2015        | 20 sept. 2015       | 5 déc. 2019         | The Shrink                            | Mini-hiatus miniature            | Le Petit Monde de Stan                                | 1,11 |
| 188 | 13 | 18 mai 2015         | 27 sept. 2015       | 12 déc. 2019        | Holy Shit, Jeff's Back!               | Zut alors ! Jeff revient !       | Jeff revient de loin                                  | 1,18 |
| 189 | 14 | 25 mai 2015         | 27 sept. 2015       | 26 déc. 2019        | American Fung                         | Plus on est de fung, plus on riz | American Fung                                         | 0,91 |
| 190 | 15 | 1er juin 2015       | 27 sept. 2015       | 2 janv. 2020        | Seizures Suit Stanny                  | SOS SMS                          | Textos et convulsions                                 | 1,11 |

### Saison 13 (2016)
| №   | #  | Diffusion originale | Diffusion originale | Diffusion originale | Titre original                                                   | Titre français             | Titre québécois                                                | Aud. |
| №   | #  | États-Unis          | France              | Québec              | Titre original                                                   | Titre français             | Titre québécois                                                | Aud. |
| --- | -- | ------------------- | ------------------- | ------------------- | ---------------------------------------------------------------- | -------------------------- | -------------------------------------------------------------- | ---- |
| 191 | 1  | 25 janv. 2016       | 23 oct. 2016        | 1er oct. 2020       | Roots                                                            | L'Arbre-papa               | Racines                                                        | 1,04 |
| 192 | 2  | 1er fév. 2016       | 23 oct. 2016        | 8 oct. 2020         | The Life Aquatic With Steve Smith                                | Le Requin des bassins      | La Vie aquatique avec Steve Smith                              | 0,95 |
| 193 | 3  | 8 fév. 2016         | 30 oct. 2016        | 15 oct. 2020        | Hayley Smith, Seal Team Six                                      | À la recherche du passé    | Hayley Smith, six ans                                          | 1,00 |
| 194 | 4  | 15 fév. 2016        | 30 oct. 2016        | 22 oct. 2020        | N.S.A. (No Snoops Allowed)                                       | Pion ou espion ?           | Non, Steve! Arrête!                                            | 1,07 |
| 195 | 5  | 22 fév. 2016        | 30 oct. 2016        | 29 oct. 2020        | Stan Smith as Keanu Reeves as Stanny Utah in Point Breakers      | La Vague                   | Stan Smith est Keanu Reeves en Stanny Utah dans Extrême Limite | 1,05 |
| 196 | 6  | 29 fév. 2016        | 6 nov. 2016         | 12 nov. 2020        | Kiss Kiss, Cam Cam                                               | Camera bisou               | Amène-moi au baise-ball                                        | 1,03 |
| 197 | 7  | 7 mars 2016         | 6 nov. 2016         | 19 nov. 2020        | The Devil Wears a Lapel Pin                                      | Le Calendrier maudit       | Le Diable porte une épinglette                                 | 1,14 |
| 198 | 8  | 14 mars 2016        | 13 nov. 2016        | 26 nov. 2020        | Stan-Dan Deliver                                                 | Une classe pas très classe | Vol au-dessus d'un nid de vieux                                | 1,01 |
| 199 | 9  | 21 mars 2016        | 13 nov. 2016        | 10 déc. 2020        | Anchorfran                                                       | Une reine à l'antenne      | Présentatrice vedette : Francine Smith                         | 0,96 |
| 200 | 10 | 28 mars 2016        | 13 nov. 2016        | 3 déc. 2020         | The Two Hundred                                                  | Apocalypse                 | La Bande des deux cents                                        | 1,08 |
| 201 | 11 | 11 avr. 2016        | 6 nov. 2016         | 5 nov. 2020         | The Unincludeds                                                  | Les Laissés pour compte    | Les Rejets                                                     | 1,05 |
| 202 | 12 | 18 avr. 2016        | 20 nov. 2016        | 17 déc. 2020        | The Dentist's Wife                                               | L'Éveil de la conscience   | La Femme du dentiste                                           | 1,08 |
| 203 | 13 | 25 avr. 2016        | 20 nov. 2016        | 24 déc. 2020        | Widow's Pique                                                    | Les Veuves                 | Les Veuves joyeuses                                            | 1,05 |
| 204 | 14 | 2 mai 2016          | 20 nov. 2016        | 31 déc. 2020        | The Nova Centauris-burgh Board of Tourism Presents: American Dad | Imaginaire grandeur nature | La Planète imaginaire de Steve présente American Dad           | 0,82 |
| 205 | 15 | 9 mai 2016          | 27 nov. 2016        | 7 janv. 2021        | Daesong Heavy Industries                                         | Touché par la grâce        | Les Industries Daesong                                         | 0,91 |
| 206 | 16 | 16 mai 2016         | 27 nov. 2016        | 14 janv. 2021       | Daesong Heavy Industries II: Return to Innocence                 | Après moi le déluge        | Les Industries Daesong 2 : le retour de l'innocence            | 0,93 |
| 207 | 17 | 23 mai 2016         | 27 nov. 2016        | 21 janv. 2021       | Criss-Cross Applesauce: The Ballad Of Billy Jesusworth           | Trop de la balle           | Histoire de drible : La ballade de Billy Jésupieux             | 0,95 |
| 208 | 18 | 30 mai 2016         | 4 déc. 2016         | 28 janv. 2021       | Mine Struggle                                                    | Une histoire de gros sel   | Sale mine                                                      | 1,15 |
| 209 | 19 | 6 juin 2016         | 4 déc. 2016         | 4 fév. 2021         | Garfield and Friends                                             | Garfield, pas le chat      | Garfield et ses amis                                           | 0,87 |
| 210 | 20 | 13 juin 2016        | 4 déc. 2016         | 11 fév. 2021        | Gift Me Liberty                                                  | La Braderie de l'enfer     | Le Mensonge en cadeau                                          | 1,02 |
| 211 | 21 | 20 juin 2016        | 11 déc. 2016        | 18 fév. 2021        | Next of Pin                                                      | Enquillage de père en fils | Abats Steve                                                    | 0,92 |
| 212 | 22 | 27 juin 2016        | 11 déc. 2016        | 25 fév. 2021        | Standard Deviation                                               | La Bataille des DJ         | Stan le DJ                                                     | 0,98 |

### Saison 14 (2016-2017)
Le 27 août 2015, TBS a annoncé que la série a été renouvelée pour deux saisons supplémentaire de 22 épisodes chacune, soit jusqu'en 2018.
| №   | #  | Diffusion originale | Diffusion originale | Diffusion originale | Titre original                   | Titre français                  | Titre québécois                          | Aud. |
| №   | #  | États-Unis          | France              | Québec              | Titre original                   | Titre français                  | Titre québécois                          | Aud. |
| --- | -- | ------------------- | ------------------- | ------------------- | -------------------------------- | ------------------------------- | ---------------------------------------- | ---- |
| 213 | 1  | 7 nov. 2016         | 3 sept. 2017        | 6 janv. 2022        | Father's Daze                    | Une fête sans fin               | La dé-fête des pères                     | 1,00 |
| 214 | 2  | 14 nov. 2016        | 10 sept. 2017       | 13 janv. 2022       | Fight and Flight                 | Destination Paris               | Bagarre en plein vol                     | 0,97 |
| 215 | 3  | 21 nov. 2016        | 10 sept. 2017       | 20 janv. 2022       | The Enlightenment of Ragi-Baba   | Ragi-baba                       | L'éveil spirituel de Ragi-Baba           | 1,12 |
| 216 | 4  | 28 nov. 2016        | 10 sept. 2017       | 10 fév. 2022        | Portrait of Francine's Genitals  | De l'art ou du cochon           | Portrait des parties intimes de Francine | 1,08 |
| 217 | 5  | 5 déc. 2016         | 17 sept. 2017       | 17 fév. 2022        | Bahama Mama                      | Grand-père, mais pas trop !     | Mama Bahama                              | 1,10 |
| 218 | 6  | 12 déc. 2016        | 17 sept. 2017       | 3 mars 2022         | Roger's Baby                     | Trois jours de bonheur          | Le bébé de Roger                         | 1,16 |
| 219 | 7  | 19 déc. 2016        | 17 sept. 2017       | 17 mars 2022        | Ninety North, Zero West          | Le Père Noël est une raclure    | Le miracle du Noël raté                  | 1,02 |
| 220 | 8  | 10 avr. 2017        | 24 sept. 2017       | 24 mars 2022        | Whole Slotta Love                | Avions et petites voitures      | Y a-t-il un Roger dans l’avion?          | 0,93 |
| 221 | 9  | 17 avr. 2017        | 24 sept. 2017       | 31 mars 2022        | The Witches of Langley           | La Magie du sang                | Les sorcières de Langley                 | 0,97 |
| 222 | 10 | 24 avr. 2017        | 24 sept. 2017       | 7 avr. 2022         | A Nice Night For a Drive         | Un poisson sous le capot        | Mon Klaus à moteur                       | 1,01 |
| 223 | 11 | 1er mai 2017        | 1er oct. 2017       | 5 mai 2022          | Casino Normale                   | Le Castor et le Faucon          | Casino normal                            | 0,94 |
| 224 | 12 | 29 mai 2017         | 1er oct. 2017       | 12 mai 2022         | Bazooka Steve                    | Bazooka Steve                   | Bazooka Steve                            | 0,98 |
| 225 | 13 | 5 juin 2017         | 1er oct. 2017       | 19 mai 2022         | Camp Campawanda                  | Le Camp du bonheur              | Camp Campawanda                          | 0,89 |
| 226 | 14 | 12 juin 2017        | 8 oct. 2017         | 26 mai 2022         | Julia Rogerts                    | Julia Rogerts                   | Julia Rogerts                            | 0,91 |
| 227 | 15 | 24 juill. 2017      | 8 oct. 2017         | 9 juin 2022         | The Life and Times of Stan Smith | La Vie trépidante de Stan Smith | Les multiples vies de Stan Smith         | 0,85 |
| 228 | 16 | 31 juill. 2017      | 8 oct. 2017         | 16 juin 2022        | The Bitchin' Race                | The Bitching Race               | La maudite course                        | 0,89 |
| 229 | 17 | 7 août 2017         | 15 oct. 2017        | 23 juin 2022        | Family Plan                      | Une affaire de famille          | Le forfait familial                      | 1,04 |
| 230 | 18 | 14 août 2017        | 15 oct. 2017        | 14 juill. 2022      | The Long Bomb                    | Une passe d'enfer               | La bombe longue                          | 0,93 |
| 231 | 19 | 21 août 2017        | 15 oct. 2017        | 21 juill. 2022      | Kloger                           | Kloger                          | Kloger                                   | 0,88 |
| 232 | 20 | 28 août 2017        | 22 oct. 2017        | 28 juill. 2022      | Garbage Stan                     | Stan l'éboueur                  | Stan l'éboueur                           | 1,00 |
| 233 | 21 | 4 sept. 2017        | 22 oct. 2017        | 4 août 2022         | The Talented Mr. Dingleberry     | Le Talentueux Mr. Dingleberry   | Le talentueux M. Tremblay                | 0,86 |
| 234 | 22 | 11 sept. 2017       | 22 oct. 2017        | 11 août 2022        | West to Mexico                   | À l'ouest vers le Mexique       | À l'ouest vers le Mexique                | 0,86 |

### Saison 15 (2017-2019)
En France, seuls les épisodes 2 à 13 ont été diffusés pour la première fois à la télévision sur NRJ 12 du 7 octobre 2018 au 4 novembre 2018.

MCM l'a diffusée entièrement en février 2022.
| №   | #  | Diffusion originale | Diffusion originale       | Diffusion originale | Titre original                    | Titre français                   | Titre québécois             | Aud. |
| №   | #  | États-Unis          | France                    | Québec              | Titre original                    | Titre français                   | Titre québécois             | Aud. |
| --- | -- | ------------------- | ------------------------- | ------------------- | --------------------------------- | -------------------------------- | --------------------------- | ---- |
| 235 | 1  | 25 déc. 2017        | 3 fév. 2022               | 8 déc. 2022         | Santa, Schmanta                   | Joyeux Schnoël                   | Père Noël, Schpère Noël!    | 0,86 |
| 236 | 2  | 12 fév. 2018        | 7 oct. 2018 4 fév. 2022   | 6 oct. 2022         | Paranoid Frandroid                | Complots et mimosa               | Francine fait de la capine! | 0,78 |
| 237 | 3  | 19 fév. 2018        | 7 oct. 2018 6 fév. 2022   | 13 oct. 2022        | The Census of the Lambs           | Le recensement des agneaux       | Le Recensement des agneaux  | 0,83 |
| 238 | 4  | 26 fév. 2018        | 14 oct. 2018 6 fév. 2022  | 20 oct. 2022        | Shell Game                        | La Folie des œufs                | La folie des œufs           | 0,73 |
| 239 | 5  | 5 mars 2018         | 14 oct. 2018 9 fév. 2022  | 27 oct. 2022        | The Mural of the Story            | À main levée                     | "La murale de l'histoire"   | 0,99 |
| 240 | 6  | 12 mars 2018        | 14 oct. 2018 10 fév. 2022 | 3 nov. 2022         | (You Gotta) Strike for Your Right | Grèves et négociations           | Revendications              | 0,80 |
| 241 | 7  | 19 mars 2018        | 21 oct. 2018 11 fév. 2022 | 10 nov. 2022        | Klaustastrophe.tv                 | Échec légendaire                 | Klaustastrophe.tv           | 0,93 |
| 242 | 8  | 26 mars 2018        | 21 oct. 2018 13 fév. 2022 | 17 nov. 2022        | Death by Dinner Party             | Le Tueur des dîners              | Un repas de la mort         | 0,97 |
| 243 | 9  | 9 avr. 2018         | 21 oct. 2018 13 fév. 2022 | 24 nov. 2022        | The Never-Ending Stories          | L'Histoire sans fin              | Les histoires sans fin      | 0,92 |
| 244 | 10 | 16 avr. 2018        | 28 oct. 2018 16 fév. 2022 | 1er déc. 2022       | Railroaded                        | Un train peut en cacher un autre | Un train d'enfer            | 0,80 |
| 245 | 11 | 23 avr. 2018        | 28 oct. 2018 17 fév. 2022 | 15 déc. 2022        | My Purity Ball and Chain          | La Conversation                  | Mon bal de pureté           | 0,87 |
| 246 | 12 | 30 avr. 2018        | 28 oct. 2018 18 fév. 2022 | 22 déc. 2022        | Oregon trail                      | Oregon trail                     | Rébellion dans l'Oregon     | 0,83 |
| 247 | 13 | 7 mai 2018          | 4 nov. 2018 20 fév. 2022  | 29 déc. 2022        | Mean Francine                     | Méchante Francine                | Francine-la-pas-fine        | 0,92 |
| 248 | 14 | 11 fév. 2019        | 20 fév. 2022              | 23 nov. 2023        | One-Woman Swole                   | One-musclée-show                 | Une femme culturée          | 0,75 |
| 249 | 15 | 18 fév. 2019        | 23 fév. 2022              | 30 nov. 2023        | Flavor town                       | Flavor town                      | La capitale des saveurs     | 0,78 |
| 250 | 16 | 25 fév. 2019        | 24 fév. 2022              | 7 déc. 2023         | Persona Assistant                 | Assistant personnages            | Troubles de la personnalité | 0,96 |
| 251 | 17 | 4 mars 2019         | 25 fév. 2022              | 14 déc. 2023        | The Legend of Old Ulysses         | La Légende du vieil Ulysse       | La légende du Vieil Ulysse  | 0,79 |
| 252 | 18 | 11 mars 2019        | 27 fév. 2022              | 11 janv. 2024       | Twinanigans                       | Jumalices                        | Jumeaux-vais coups          | 0,77 |
| 253 | 19 | 18 mars 2019        | 27 fév. 2022              | 18 janv. 2024       | Top of the Steve                  | Le Chef de meute                 | T'en fais pas, Steve        | 0,70 |
| 254 | 20 | 25 mars 2019        | 2 mars 2022               | 25 janv. 2024       | Funnyish Games                    | Un Stan peut en cacher un autre  | Un jeu drôlememt dangereux  | 0,85 |
| 255 | 21 | 1er avr. 2019       | 3 mars 2022               | 1er fév. 2024       | Fleabiscuit                       | Un jour aux courses              | Fleabiscuit                 | 0,74 |
| 256 | 22 | 8 avr. 2019         | 4 mars 2022               | 8 fév. 2024         | The Future is Borax               | Surmonter les défis              | L'avenir, c'est le Borax    | 0,75 |

### Saison 16 (2019)
| №   | #  | Diffusion originale | Diffusion originale | Diffusion originale | Titre original                         | Titre français                     | Titre québécois                              | Aud. |
| №   | #  | États-Unis          | France              | Québec              | Titre original                         | Titre français                     | Titre québécois                              | Aud. |
| --- | -- | ------------------- | ------------------- | ------------------- | -------------------------------------- | ---------------------------------- | -------------------------------------------- | ---- |
| 257 | 1  | 15 avr. 2019        | 6 mars 2022         | inédit              | Fantasy Baseball                       | Donjons et baseball                | Baseball de fantaisie                        | 0,77 |
| 258 | 2  | 22 avr. 2019        | 6 mars 2022         | inédit              | I Am the Jeans: The Gina Lavetti Story | Télé-achat du troisième type       | Mes jeans et moi: l'histoire de Gina Lavetti | 0,70 |
| 259 | 3  | 29 avr. 2019        | 9 mars 2022         | inédit              | Stan & Francine & Connie & Ted         | Stan & Francine & Connie & Ted     | Stan & Francine & Connie & Ted               | 0,82 |
| 260 | 4  | 6 mai 2019          | 10 mars 2022        | inédit              | Rabbit Ears                            | La Télé cathodique                 | Oreilles de lapin                            | 0,82 |
| 261 | 5  | 13 mai 2019         | 11 mars 2022        | inédit              | Jeff and the Dank Ass Weed Factory     | Jeff et l'usine super cool de beuh | Jeff et la Fantastique Usine Tommies Tokes   | 0,82 |
| 262 | 6  | 20 mai 2019         | 13 mars 2022        | inédit              | Lost Boys                              | Les Meilleurs Amis du monde        | Les amis perdus                              | 0,75 |
| 263 | 7  | 27 mai 2019         | 13 mars 2022        | inédit              | Shark?!                                | Alerte requin !                    | Requin ?!                                    | 0,76 |
| 264 | 8  | 3 juin 2019         | 16 mars 2022        | inédit              | The Long March                         | Le Travail c'est la santé          | La longue marche                             | 0,73 |
| 265 | 9  | 10 juin 2019        | 17 mars 2022        | inédit              | The Hall Monitor and the Lunch Lady    | Sciure un fil                      | Bouffe de cafétéria                          | 0,81 |
| 266 | 10 | 17 juin 2019        | 18 mars 2022        | inédit              | Wild Women Do                          | Ouvrez la cage aux oiseaux         | Les femmes sauvages                          | 0,79 |
| 267 | 11 | 24 juin 2019        | 20 mars 2022        | inédit              | An Irish Goodbye                       | Divorce à l'irlandaise             | Boire comme un Irlandais                     | 0,69 |
| 268 | 12 | 1er juill. 2019     | 20 mars 2022        | inédit              | Stompe Le Monde                        | Bêtes de scène                     | New York, New York!                          | 0,63 |
| 269 | 13 | 8 juill. 2019       | 23 mars 2022        | inédit              | Mom Sauce                              | Envoyez la sauce !                 | La sauce à m'man                             | 0,65 |
| 270 | 14 | 15 juill. 2019      | 24 mars 2022        | inédit              | Hamerican Dad!                         | Vive les gens bons                 | Jambon que c'est bon!                        | 0,85 |
| 271 | 15 | 22 juill. 2019      | 25 mars 2022        | inédit              | Demolition Daddy                       | Mon père, ce pilote                | Le Derby dans le sang                        | 0,76 |
| 272 | 16 | 29 juill. 2019      | 27 mars 2022        | inédit              | Pride Before the Fail                  | L'Échec avant tout                 | L'université de la vie                       | 0,69 |
| 273 | 17 | 5 août 2019         | 27 mars 2022        | inédit              | Enter Stanman                          | J'irai au bout de tes rêves        | Un rêve cochon                               | 0,76 |
| 274 | 18 | 12 août 2019        | 30 mars 2022        | inédit              | No Weddings and a Funeral              | Pas de mariage et un enterrement   | Pas de mariage et un enterrement             | 0,73 |
| 275 | 19 | 19 août 2019        | 31 mars 2022        | inédit              | Eight Fires                            | Tête à clou                        | Les huit feux                                | 0,75 |
| 276 | 20 | 26 août 2019        | 1er avr. 2022       | inédit              | The Hand That Rocks the Rogu           | La Main qui berce le Rogu          | La main qui berce le Rogu                    | 0,68 |

### Saison 17 (2020)
| №   | #  | Diffusion originale | Diffusion originale | Diffusion originale | Titre original                          | Titre français                | Titre québécois                     | Aud. |
| №   | #  | États-Unis          | France              | Québec              | Titre original                          | Titre français                | Titre québécois                     | Aud. |
| --- | -- | ------------------- | ------------------- | ------------------- | --------------------------------------- | ----------------------------- | ----------------------------------- | ---- |
| 277 | 1  | 13 avr. 2020        | 31 mars 2021        | inédit              | 100 Years a Solid Fool                  | La Fête du crétin             | La journée des nonos                | 0,69 |
| 278 | 2  | 20 avr. 2020        | 1er avr. 2021       | inédit              | Downtown                                | Le Centre-ville               | Le centre-ville de tous les dangers | 0,68 |
| 279 | 3  | 27 avr. 2020        | 2 avr. 2021         | inédit              | Cheek to Cheek:A Stripper's Story       | Cabaret chevaleresque         | Anatomie du danseur nu              | 0,67 |
| 280 | 4  | 4 mai 2020          | 3 avr. 2021         | inédit              | A Starboy Is Born                       | La Naissance d'un starboy     | Un starboy est né                   | 0,65 |
| 281 | 5  | 11 mai 2020         | 3 avr. 2021         | inédit              | Tapped Out                              | Le Sevrage                    | Panne sèche                         | 0,63 |
| 282 | 6  | 18 mai 2020         | 3 avr. 2021         | inédit              | Brave N00b World                        | Apocalypse nucléaire          | Le plus nul des mondes              | 0,60 |
| 283 | 7  | 25 mai 2020         | 3 avr. 2021         | inédit              | Into the Woods                          | Dans les bois                 | Dans la forêt                       | 0,66 |
| 284 | 8  | 1er juin 2020       | 3 avr. 2021         | inédit              | One Fish, Two Fish                      | Un poisson, deux poissons     | Un poisson nommé Hayley             | 0,63 |
| 285 | 9  | 8 juin 2020         | 3 avr. 2021         | inédit              | Exquisite Corpses                       | Cadavre exquis                | Cadavre exquis                      | 0,63 |
| 286 | 10 | 15 juin 2020        | 3 avr. 2021         | inédit              | Trophy Wife, Trophy Life                | Femme trophée, Vie de trophée | Le roi des cornichons               | 0,60 |
| 287 | 11 | 22 juin 2020        | 10 avr. 2021        | inédit              | Game Night                              | La Soirée jeux                | Soirée de jeux                      | 0,63 |
| 288 | 12 | 29 juin 2020        | 10 avr. 2021        | inédit              | American Data?                          | Expérience carcérale          | Titre québécois inconnu             | 0,68 |
| 289 | 13 | 6 juill. 2020       | 10 avr. 2021        | inédit              | Salute Your Sllort                      | La Bande à Sllort             | La légende des Sllort               | 0,64 |
| 290 | 14 | 13 juill. 2020      | 10 avr. 2021        | inédit              | Ghost Dad                               | Papa fantôme                  | Mon père ce fantôme                 | 0,59 |
| 291 | 15 | 20 juill. 2020      | 10 avr. 2021        | inédit              | Men II Boyz                             | Les Boyz de Klaus             | Les Boyz de Klaus                   | 0,61 |
| 292 | 16 | 27 juill. 2020      | 17 avr. 2021        | inédit              | First, Do No Farm                       | Les Joies de la Campagne      | Retour à la terre                   | 0,5  |
| 293 | 17 | 3 août 2020         | 17 avr. 2021        | inédit              | Roger Needs Dick                        | Roger a besoin de Dick        | Roger et Dick : une idylle          | 0,64 |
| 294 | 18 | 10 août 2020        | 17 avr. 2021        | inédit              | The Old Country                         | Les Vieux Pays                | Terre ancestrales                   | 0,51 |
| 295 | 19 | 17 août 2020        | 17 avr. 2021        | inédit              | Businessly Brunette                     | Hayley, femme d'affaires      | Pas d'amis en affaires              | 0,52 |
| 296 | 20 | 24 août 2020        | 17 avr. 2021        | inédit              | The Chilly Thrillies                    | La Chair de poule             | Frissons et chair de poule          | 0,61 |
| 297 | 21 | 31 août 2020        | 24 avr. 2021        | inédit              | Dammmm, Stan!                           | Le Peuple du lac              | Le barrage maudit                   | 0,48 |
| 298 | 22 | 7 sept. 2020        | 24 avr. 2021        | inédit              | The Last Ride of the Dodge City Rambler | Le Dernier Voyage du Rambler  | Un train d'enfer                    | 0,59 |
| 299 | 23 | 14 sept. 2020       | 24 avr. 2021        | inédit              | 300                                     | Une famille en or massif      | 300                                 | 0,57 |
| 300 | 24 | 21 déc. 2020        | 24 avr. 2021        | inédit              | Yule. Tide. Repeat.                     | Un Noël sans fin              | Noël. Encore. Et encore.            | 0,55 |

### Saison 18 (2021)
En France, les épisodes 1 à 11 sont disponibles depuis le 27 octobre 2021 sur la plateforme de streaming Disney+. Les épisodes 12 à 22 sont disponibles depuis le 8 décembre 2021.
| №   | #  | Diffusion originale | Diffusion originale | Diffusion originale | Titre original                                                            | Titre français                                    | Titre québécois         | Aud. |
| №   | #  | États-Unis          | France              | Québec              | Titre original                                                            | Titre français                                    | Titre québécois         | Aud. |
| --- | -- | ------------------- | ------------------- | ------------------- | ------------------------------------------------------------------------- | ------------------------------------------------- | ----------------------- | ---- |
| 301 | 1  | 19 avr. 2021        | 6 mai 2022          | inédit              | Who Smarted?                                                              | Intelligence renforcée                            | Titre québécois inconnu | 0,56 |
| 302 | 2  | 26 avr. 2021        | 8 mai 2022          | inédit              | Russian Doll                                                              | La Poupée russe                                   | Titre québécois inconnu | 0,60 |
| 303 | 3  | 3 mai 2021          | 8 mai 2022          | inédit              | Stan Moves to Chicago                                                     | Stan déménage à Chicago                           | Titre québécois inconnu | 0,62 |
| 304 | 4  | 10 mai 2021         | 11 mai 2022         | inédit              | Shakedown Steve                                                           | Steve maître chanteur                             | Titre québécois inconnu | 0,56 |
| 305 | 5  | 17 mai 2021         | 12 mai 2022         | inédit              | Klaus and Rogu in "Thank God for Loose Rocks": An American Dad! Adventure | Klaus et Rogu dans "Vive les rochers instables !" | Titre québécois inconnu | 0,46 |
| 306 | 6  | 24 mai 2021         | 13 mai 2022         | inédit              | The Wondercabinet                                                         | L'Armoire fantastique                             | Titre québécois inconnu | 0,48 |
| 307 | 7  | 31 mai 2021         | 15 mai 2022         | inédit              | Little Bonnie Ramirez                                                     | La petite Bonnie Ramirez                          | Titre québécois inconnu | 0,46 |
| 308 | 8  | 7 juin 2021         | 15 mai 2022         | inédit              | Dancin' A-With My Cell                                                    | Danse avec mes cellules                           | Titre québécois inconnu | 0,60 |
| 309 | 9  | 14 juin 2021        | 18 mai 2022         | inédit              | Mused and Abused                                                          | Muse et méchants                                  | Titre québécois inconnu | 0,55 |
| 310 | 10 | 21 juin 2021        | 19 mai 2022         | inédit              | Henderson                                                                 | Henderson                                         | Titre québécois inconnu | 0,63 |
| 311 | 11 | 28 juin 2021        | 22 mai 2022         | inédit              | Hot Scoomp                                                                | La Surprise derrière                              | Titre québécois inconnu | 0,52 |
| 312 | 12 | 5 juill. 2021       | 25 mai 2022         | inédit              | Lumberjerk                                                                | L'Idiot du bois                                   | Titre québécois inconnu | 0,60 |
| 313 | 13 | 12 juill. 2021      | 26 mai 2022         | inédit              | Stan & Francine & Stan & Francine & Radika                                | Stan & Francine & Stan & Francine & Radika        | Titre québécois inconnu | 0,60 |
| 314 | 14 | 19 juill. 2021      | 27 mai 2022         | inédit              | Flush After Reading                                                       | Oubliez, c'est lu                                 | Titre québécois inconnu | 0,51 |
| 315 | 15 | 26 juill. 2021      | 29 mai 2022         | inédit              | Comb Over: A Hair Piece                                                   | Mèche ou moumoute ?                               | Titre québécois inconnu | 0,55 |
| 316 | 16 | 2 août 2021         | 22 mai 2022         | inédit              | Plot Heavy                                                                | Récolte ce que tu sèmes                           | Titre québécois inconnu | 0,42 |
| 317 | 17 | 9 août 2021         | 29 mai 2022         | inédit              | The Sinister Fate!!                                                       | Destin tragique                                   | Titre québécois inconnu | 0,50 |
| 318 | 18 | 16 août 2021        | 1er juin 2022       | inédit              | Dr. Sunderson's SunSuckers                                                | Les Vampires solaires du Dr Sunderson             | Titre québécois inconnu | 0,59 |
| 319 | 19 | 23 août 2021        | 2 juin 2022         | inédit              | Family Time                                                               | Un Moment en famille                              | Titre québécois inconnu | 0,56 |
| 320 | 20 | 30 août 2021        | 3 juin 2022         | inédit              | Cry Baby                                                                  | Pleurnicheur                                      | Titre québécois inconnu | 0,52 |
| 321 | 21 | 6 sept. 2021        | 5 juin 2022         | inédit              | Crystal Clear                                                             | Clair comme de l'eau de roche                     | Titre québécois inconnu | 0,46 |
| 322 | 22 | 25 oct. 2021        | 20 mai 2022         | inédit              | Steve's Franken Out                                                       | Steve savant fou                                  | Titre québécois inconnu | 0,37 |

### Saison 19 (2022)
En France, la saison est disponible depuis le 17 août 2023 sur la plateforme de streaming Disney+. 
| №   | #  | Diffusion originale | Diffusion originale | Diffusion originale | Titre original                                                      | Titre français                                                                      | Titre québécois         | Aud. |
| №   | #  | États-Unis          | France              | Québec              | Titre original                                                      | Titre français                                                                      | Titre québécois         | Aud. |
| --- | -- | ------------------- | ------------------- | ------------------- | ------------------------------------------------------------------- | ----------------------------------------------------------------------------------- | ----------------------- | ---- |
| 323 | 1  | 24 janv. 2022       | inédit              | inédit              | Langley Dollar Listings                                             | Langley Dollar Listings                                                             | Titre québécois inconnu | 0.52 |
| 324 | 2  | 31 janv. 2022       | inédit              | inédit              | Dressed Down                                                        | Tenue décontractée                                                                  | Titre québécois inconnu | 0.47 |
| 325 | 3  | 7 fév. 2022         | inédit              | inédit              | The Book of Fischer                                                 | Le Livre de Fischer                                                                 | Titre québécois inconnu | 0.40 |
| 326 | 4  | 14 fév. 2022        | inédit              | inédit              | A Roger Story                                                       | Une histoire de Roger                                                               | Titre québécois inconnu | 0.51 |
| 327 | 5  | 21 fév. 2022        | inédit              | inédit              | Epic Power Dump                                                     | La poudreuse de décharge                                                            | Titre québécois inconnu | 0.61 |
| 328 | 6  | 28 fév. 2022        | inédit              | inédit              | American Dad Graffito                                               | American Graffito                                                                   | Titre québécois inconnu | 0.51 |
| 329 | 7  | 7 mars 2022         | inédit              | inédit              | Beyond the Alcove or: How I Learned to Stop Worrying and Love Klaus | Au-delà de l'alcôve ou : Comment j'ai appris à ne plus m'inquiéter et à aimer Klaus | Titre québécois inconnu | 0.49 |
| 330 | 8  | 14 mars 2022        | inédit              | inédit              | A Song of Knives and Fire                                           | Une histoire de couteaux et de feux                                                 | Titre québécois inconnu | 0.49 |
| 331 | 9  | 5 sept. 2022        | inédit              | inédit              | Gold Top Nuts                                                       | L'Île aux barjots                                                                   | Titre québécois inconnu | 0.43 |
| 332 | 10 | 12 sept. 2022       | inédit              | inédit              | The Curious Case of the Old Hole                                    | Le Curieux Cas du vieil étang                                                       | Titre québécois inconnu | 0.39 |
| 333 | 11 | 19 sept. 2022       | inédit              | inédit              | A League of His Own                                                 | Une équipe bien à lui                                                               | Titre québécois inconnu | 0.43 |
| 334 | 12 | 26 sept. 2022       | inédit              | inédit              | The Three Fs                                                        | Les Trois F                                                                         | Titre québécois inconnu | 0.50 |
| 335 | 13 | 3 oct. 2022         | inédit              | inédit              | Smooshed: A Love Story                                              | Bécoté : une histoire d'amour                                                       | Titre québécois inconnu | 0.38 |
| 336 | 14 | 10 oct. 2022        | inédit              | inédit              | I Heard You Wanna Buy Some Speakers                                 | Il paraît que tu veux acheter des haut-parleurs                                     | Titre québécois inconnu | 0.50 |
| 337 | 15 | 31 oct. 2022        | inédit              | inédit              | The Fast and the Spurious                                           | Vite et mal                                                                         | Titre québécois inconnu | 0.34 |
| 338 | 16 | 7 nov. 2022         | inédit              | inédit              | Hayley Was a Girl Scout?                                            | Hayley était une scoute ?                                                           | Titre québécois inconnu | 0.37 |
| 339 | 17 | 14 nov. 2022        | inédit              | inédit              | You Are Here                                                        | Vous êtes ici                                                                       | Titre québécois inconnu | 0.36 |
| 340 | 18 | 21 nov. 2022        | inédit              | inédit              | Please Please Jeff                                                  | S'il te plaît, Jeff                                                                 | Titre québécois inconnu | 0.38 |
| 341 | 19 | 28 nov. 2022        | inédit              | inédit              | Jambalaya                                                           | Le Jambalaya                                                                        | Titre québécois inconnu | 0.34 |
| 342 | 20 | 5 déc. 2022         | inédit              | inédit              | Gernot & Strudel                                                    | Gernot & Strudel                                                                    | Titre québécois inconnu | 0.34 |
| 343 | 21 | 12 déc. 2022        | inédit              | inédit              | Echoes                                                              | L'écho                                                                              | Titre québécois inconnu | 0.47 |
| 344 | 22 | 19 déc. 2022        | inédit              | inédit              | The Grounch                                                         | Le Grincheux                                                                        | Titre québécois inconnu | 0.23 |

### Saison 20 (2023)
| №   | #  | Diffusion originale | Diffusion originale | Diffusion originale | Titre original                                  | Titre français                            | Titre québécois         | Aud. |
| №   | #  | États-Unis          | France              | Québec              | Titre original                                  | Titre français                            | Titre québécois         | Aud. |
| --- | -- | ------------------- | ------------------- | ------------------- | ----------------------------------------------- | ----------------------------------------- | ----------------------- | ---- |
| 345 | 1  | 27 mars 2023        | inédit              | inédit              | Fellow Traveler                                 | Compagnon de voyage                       | Titre québécois inconnu | 0.47 |
| 346 | 2  | 3 avr. 2023         | inédit              | inédit              | The Professor and the Coach                     | Le prof et l'entraineur                   | Titre québécois inconnu | 0.35 |
| 347 | 3  | 10 avr. 2023        | inédit              | inédit              | Viced Principal                                 | Principal des mœurs                       | Titre québécois inconnu | 0.40 |
| 348 | 4  | 17 avr. 2023        | inédit              | inédit              | The Pleasanting at Smith House                  | Le plaisir de chez Smith                  | Titre québécois inconnu | 0.40 |
| 349 | 5  | 1er mai 2023        | inédit              | inédit              | Stretched Thin                                  | Tiré par les leggins                      | Titre québécois inconnu | 0.39 |
| 350 | 6  | 8 mai 2023          | inédit              | inédit              | Better on Paper                                 | Mieux sur le papier                       | Titre québécois inconnu | 0.38 |
| 351 | 7  | 15 mai 2023         | inédit              | inédit              | Cow I Met Your Moo-ther                         | Vache, j'ai rencontré ta Meuh-re          | Titre québécois inconnu | 0.34 |
| 352 | 8  | 22 mai 2023         | inédit              | inédit              | Stan Fixes a Shingle                            | Stan répare un bardeau                    | Titre québécois inconnu | 0.33 |
| 353 | 9  | 29 mai 2023         | inédit              | inédit              | Saving Face                                     | Sauver les apparences                     | Titre québécois inconnu | 0.29 |
| 354 | 10 | 4 sept. 2023        | inédit              | inédit              | Frantastic Voyage                               | De Francine en Scylla                     | Titre québécois inconnu | 0.33 |
| 355 | 11 | 11 sept. 2023       | inédit              | inédit              | A Little Mystery                                | Mademoiselle Mystère                      | Titre québécois inconnu | 0.32 |
| 356 | 12 | 18 sept. 2023       | inédit              | inédit              | Don't You Be My Neighbor                        | Sus aux voisins !                         | Titre québécois inconnu | 0.26 |
| 357 | 13 | 25 sept. 2023       | inédit              | inédit              | Productive Panic                                | Panique productive                        | Titre québécois inconnu | 0.34 |
| 358 | 14 | 2 oct. 2023         | inédit              | inédit              | Multiverse of American Dadness                  | Le Multivers selon American Dad           | Titre québécois inconnu | 0.29 |
| 359 | 15 | 30 oct. 2023        | inédit              | inédit              | Z.O.I.N.C.S.                                    | Z.O.I.N.C.S.                              | Titre québécois inconnu | 0.28 |
| 360 | 16 | 6 nov. 2023         | inédit              | inédit              | A New Era for the Smith House                   | Une nouvelle ère pour la maison des Smith | Titre québécois inconnu | 0.34 |
| 361 | 17 | 13 nov. 2023        | inédit              | inédit              | Between a Ring and a Hardass                    | Entre le marteau et l’enclume             | Titre québécois inconnu | 0.36 |
| 362 | 18 | 20 nov. 2023        | inédit              | inédit              | Footprints                                      | Un petit pas pour l’humanité              | Titre québécois inconnu | 0.34 |
| 363 | 19 | 27 nov. 2023        | inédit              | inédit              | Steve, Snot, and the Quest for the Og Four Loko | Steve, Snot et la quête du 4Loko          | Titre québécois inconnu | 0.31 |
| 364 | 20 | 4 déc. 2023         | inédit              | inédit              | The Pink Sphinx Holds Her Hearts on the Turn    | Aussi énigmatique qu’un sphinx            | Titre québécois inconnu | 0.32 |
| 365 | 21 | 11 déc. 2023        | inédit              | inédit              | A Little Extra Scratch                          | Pour quelques sous de plus                | Titre québécois inconnu | 0.27 |
| 366 | 22 | 18 déc. 2023        | inédit              | inédit              | Into the Jingleverse                            | Dans le Noëlivers                         | Titre québécois inconnu | 0.20 |

### Saison 21 (2024-2025)
| №   | #  | Diffusion originale | Diffusion originale | Diffusion originale | Titre original                                 | Titre français                                     | Titre québécois         | Aud. |
| №   | #  | États-Unis          | France              | Québec              | Titre original                                 | Titre français                                     | Titre québécois         | Aud. |
| --- | -- | ------------------- | ------------------- | ------------------- | ---------------------------------------------- | -------------------------------------------------- | ----------------------- | ---- |
| 367 | 1  | 28 oct. 2024        | inédit              | inédit              | The Grocery Store Bank                         | La banque de l'épicier                             | Titre québécois inconnu | 0.23 |
| 368 | 2  | 4 nov. 2024         | inédit              | inédit              | Brown Lotus                                    | Le Lotus Brun                                      | Titre québécois inconnu | 0.22 |
| 369 | 3  | 11 nov. 2024        | inédit              | inédit              | I've Got a Friend in Me                        | Je suis ton ami                                    | Titre québécois inconnu | 0.23 |
| 370 | 4  | 18 nov. 2024        | inédit              | inédit              | Touch the Sun: A Chimborazo Adventure          | Plus près du soleil : l'aventure du Chimborazo     | Titre québécois inconnu | 0.26 |
| 371 | 5  | 25 nov. 2024        | inédit              | inédit              | Under (and Over, and Beside) the Boardwalk     | Sous (par-dessus et en dehors de) la promenade     | Titre québécois inconnu | 0.27 |
| 372 | 6  | 2 déc. 2024         | inédit              | inédit              | The Violence of the Clams                      | La violence des palourdes                          | Titre québécois inconnu | 0.30 |
| 373 | 7  | 9 déc. 2024         | inédit              | inédit              | An Adult Woman                                 | Une femme adulte                                   | Titre québécois inconnu | 0.24 |
| 374 | 8  | 16 déc. 2024        | inédit              | inédit              | Piece by Piece                                 | Morceau par morceau                                | Titre québécois inconnu | 0.23 |
| 375 | 9  | 23 déc. 2024        | inédit              | inédit              | Nasty Christmas                                | Fâcheux Noël                                       | Titre québécois inconnu | 0.26 |
| 376 | 10 | 30 déc. 2024        | inédit              | inédit              | Idiot Rich                                     | Le riche idiot                                     | Titre québécois inconnu | 0.23 |
| 377 | 11 | 6 janv. 2025        | inédit              | inédit              | Killer Mimosa                                  | Le mimosa tueur                                    | Titre québécois inconnu | 0.32 |
| 378 | 12 | 13 janv. 2025       | inédit              | inédit              | The Legend of Mike Madonia, the Rototiller Man | La légende de Mike Madonia, l'homme au rotoculteur | Titre québécois inconnu | 0.23 |
| 379 | 13 | 20 janv. 2025       | inédit              | inédit              | The Clearview Motel                            | Le motel Clearview                                 | Titre québécois inconnu | 0.23 |
| 380 | 14 | 27 janv. 2025       | inédit              | inédit              | The Girl Who Cried Space Jam                   | La fille qui pleurait au Space Jam                 | Titre québécois inconnu | 0.28 |
| 381 | 15 | 3 fév. 2025         | inédit              | inédit              | Get Him to the Greek Lifestyle                 | Qu'il rejoigne le mode de vie grec                 | Titre québécois inconnu | 0.26 |
| 382 | 16 | 10 fév. 2025        | inédit              | inédit              | The Mystery of the Missing Bazooka Shark Babe  | Le mystère de la Bazooka Shark Babe disparue       | Titre québécois inconnu | 0.29 |
| 383 | 17 | 17 fév. 2025        | inédit              | inédit              | Pork 'N Feelings                               | Sexe et sentiments                                 | Titre québécois inconnu |      |
| 384 | 18 | 24 fév. 2025        | inédit              | inédit              | O Brothel, Where Art Thou?                     | Ô Bordel                                           | Titre québécois inconnu |      |
| 385 | 19 | 3 mars 2025         | inédit              | inédit              | The Sickness                                   | La maladie                                         | Titre québécois inconnu |      |
| 386 | 20 | 10 mars 2025        | inédit              | inédit              | Silicon Steve                                  | Steve de la Silicon Valley                         | Titre québécois inconnu |      |
| 387 | 21 | 17 mars 2025        | inédit              | inédit              | Guardian                                       | Gardien                                            | Titre québécois inconnu |      |
| 388 | 22 | 24 mars 2025        | inédit              | inédit              | What Great Advancements !                      | Que du progrès !                                   | Titre québécois inconnu |      |